# Kungsholmen, Raseborg
För andra betydelser, se Kungsholmen (olika betydelser).
Kungsholmen är en ö i Finland. Den ligger i Skärgårdshavet och i kommunen Raseborg i den ekonomiska regionen  Raseborg i landskapet Nyland, i den sydvästra delen av landet. Ön ligger omkring 120 kilometer väster om Helsingfors.
Öns area är 2,9 hektar och dess största längd är 290 meter i nord-sydlig riktning. Ön höjer sig omkring 15 meter över havsytan.